# ماني سانتوس
ماني سانتوس (بالإنجليزية: Manny Santos)‏ (11 أكتوبر 1941 بتونغا - 4 ديسمبر 2013 بأوكلاند في نيوزيلندا) هو ملاكم نيوزلندي، صنّف ضمن فئة وزن خفيف الوسط ‏ ووزن الخفيف.

## إحصائيات
خاض خلال مسيرته 44 نزالا، تعادل في 3 .

## روابط خارجية
- ماني سانتوس على موقع بوكس ريك (الإنجليزية) (registration required)